# Leonardo Fabbri
Leonardo Fabbri (Bagno a Ripoli, 15 aprile 1997) è un pesista italiano, attuale primatista nazionale sia outdoor sia indoor.
Con la misura di 22,98 m, stabilita il 14 settembre 2024 a Bruxelles, occupa il quinto posto nella classifica all-time del getto del peso, specialità in cui è stato campione europeo a Roma 2024 e medaglia d'argento mondiale a Budapest 2023.

## Biografia

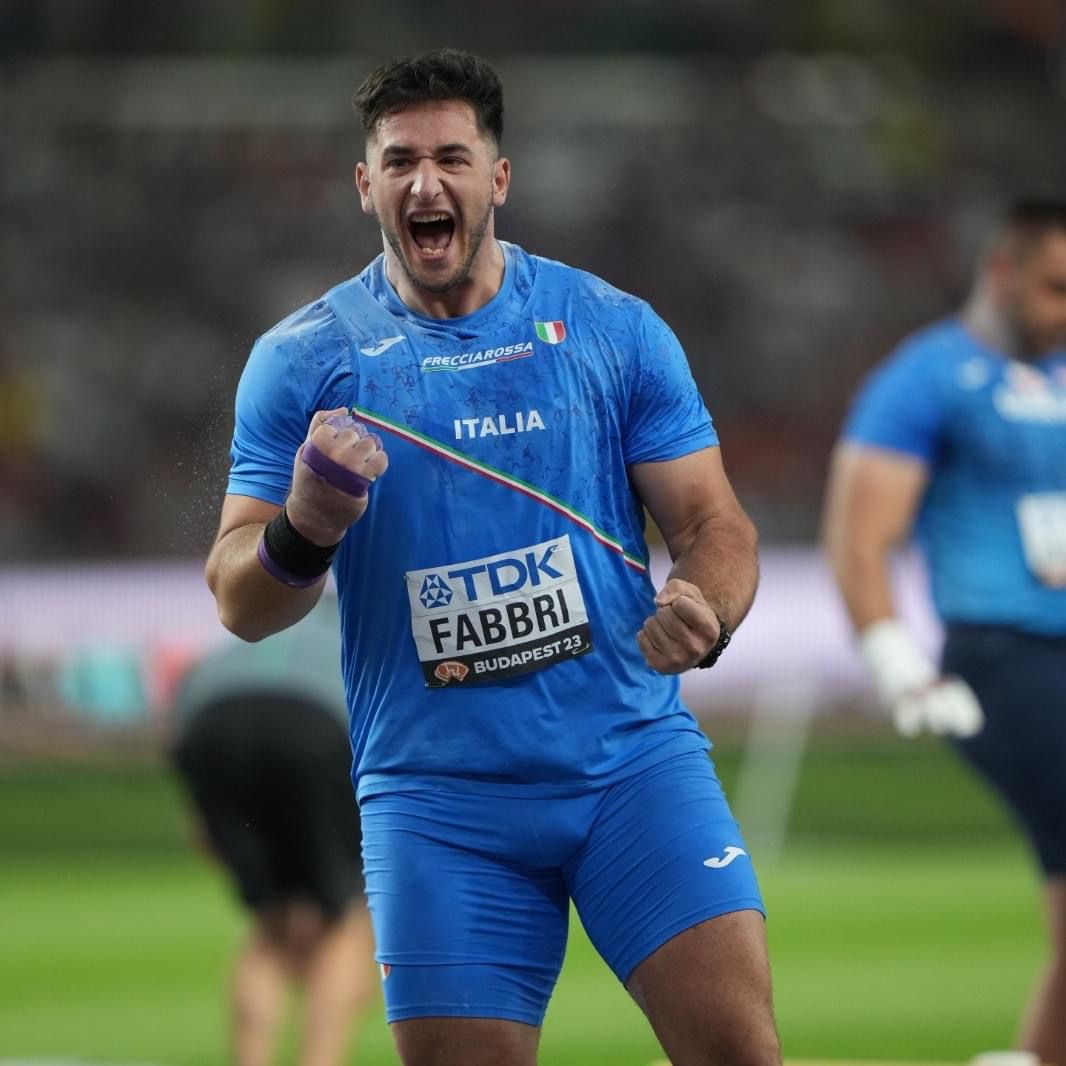
Leonardo Fabbri durante i mondiali di atletica leggera del 2023 svoltisi a Budapest

Nato in una famiglia di sportivi (mamma nuotatrice e padre velocista), fin da piccolo sperimenta diversi sport (ginnastica artistica, basket, calcio), orientando ben presto il suo interesse verso l'atletica leggera ed in particolare verso il settore dei lanci (getto del peso e lancio del disco).
Cresciuto sotto la guida tecnica dell'ex discobolo Franco Grossi a Firenze (presso lo Stadio Luigi Ridolfi), nel 2017, all'età di 20 anni, entra nella squadra del Centro Sportivo Aeronautica Militare, e nel 2018 si trasferisce a Bologna, dove viene allenato da Paolo Dal Soglio.
In seguito agli ottimi risultati ottenuti nel corso del 2023, viene nominato Magnifico Messere della finale del calcio storico fiorentino del 24 giugno 2023, riconoscimento che negli anni è stato assegnato a grandi personalità dello sport.
È un appassionato di calcio e un grandissimo tifoso della Fiorentina.

## Carriera

### Esordi
All'età di 15 anni ottiene il primo successo a livello nazionale vincendo il campionato italiano individuale e per regioni su pista cadetti 2012 a Jesolo nel getto del peso. Con l'ingresso nella categoria allievi, l'anno successivo, iniziano le convocazioni nella nazionale italiana giovanile di atletica leggera, ed ottiene la prima ribalta a livello internazionale con il terzo posto nel getto del peso all'EYOF nei Paesi Bassi (Utrecht 2013).
Nel 2014 conquista tre titoli nazionali nella categoria allievi: getto del peso indoor e outdoor e lancio del disco. Sempre nel 2014 ottiene la qualificazione ai Giochi olimpici giovanili di Nanchino, dove giunge settimo nel getto del peso.
Tra le 12 presenze complessive in nazionale giovanile, da ricordare anche la medaglia d'oro nel getto del peso ai Campionati del Mediterraneo under 23 disputati a Jesolo nel 2018 e l'argento, sempre nel getto del peso, ai campionati europei under 23 svoltisi a Gävle nel 2019.

### 2017-2019
A livello assoluto, conquista la sua prima medaglia nazionale ai campionati italiani assoluti indoor del 2017, con un bronzo nel getto del peso, medaglia replicata con l'argento, sempre nel getto del peso, ai campionati italiani assoluti 2017 di Trieste.
Nel 2018 iniziano le convocazioni nella nazionale assoluta di atletica leggera.
Il 2018 è anche l'anno del primo titolo nazionale assoluto nel getto del peso indoor, risultato ripetuto anche ai campionati italiani assoluti indoor 2019, quando registra la miglior prestazione italiana nel getto del peso per la categoria under 23 con la misura di 20,69 m, il lancio più lungo di un azzurro dal 2002 tra indoor e outdoor e a un solo centimetro dal minimo imposto dalla IAAF per la qualificazione ai mondiali di Doha 2019.
Ai campionati italiani 2019 di Bressanone arriva il primo titolo italiano assoluto all'aperto. Pochi giorni prima, in una gara a Vicenza, ottiene finalmente il minimo per i campionati mondiali di Doha con un lancio di 20,99 m: 3ª prestazione all time di un atleta italiano, dopo Alessandro Andrei e Paolo Dal Soglio, e nuovo record italiano U23.
Nella gara di getto del peso ai campionati mondiali di Doha è autore di un'ottima prestazione, arrivando a 20,75 m nei tre lanci di qualificazione. Pur trattandosi di un risultato che, in tutte le edizioni precedenti dei mondiali avrebbe consentito l'entrata nella finale a 12, in questo caso rimane il primo atleta escluso, classificandosi, quindi, tredicesimo al mondo.

### 2020-2022
Nel 2020, fin dall'apertura della stagione, inanella una serie di prestazioni sopra la fettuccia dei 21 metri. L'11 febbraio 2020 a Stoccolma sigla il record italiano indoor con la misura di 21,59 m, togliendolo dopo quasi 33 anni ad Alessandro Andrei, che aveva lanciato 21,54 m nel 1987. Il 27 febbraio 2020 vince il suo terzo titolo italiano indoor con la misura di 21,45 m.
Nella stagione outdoor dello stesso anno riesce a portare il suo personale a 21,99 m durante i campionati italiani assoluti di Padova, seconda prestazione italiana all-time. Tuttavia a causa della pandemia di COVID-19 tutte le competizioni internazionali che dovevano svolgersi nel 2020 (e per le quali Fabbri aveva già ottenuto il minimo per la partecipazione) vengono annullate o rimandate, comprese le Olimpiadi.
Tra il 2021 ed il 2022 viene tormentato da vari infortuni e, in particolare, da una pubalgia. Malgrado questo, riesce a collezionare alcuni risultati di rilievo: nel 2021 si classifica al secondo posto ai Campionati Europei a squadre di Chorzów, in Polonia, e si classifica terzo al Golden Gala, svoltosi nell'occasione a Firenze, sua città natale.

### 2023-
Dopo un europeo indoor deludente, in cui non riesce a piazzare nessuna misura valida, il 2 giugno 2023 conquista per la prima volta il successo nella tappa casalinga della Diamond League, il Golden Gala, con la misura di 21,73 m.
Ai campionati del mondo di atletica leggera 2023 di Budapest si afferma definitivamente a livello internazionale, aggiudicandosi la medaglia d'argento alle spalle dello statunitense Ryan Crouser e siglando il suo nuovo primato personale con la misura di 22,34 m, seconda prestazione italiana e quinta europea all-time.
Il 10 febbraio 2024 sigla il nuovo record italiano indoor e seconda miglior prestazione all-time europea con la misura di 22,37 metri al meeting internazionale di Liévin. A marzo invece, ai mondiali indoor di Glasgow, conquista la medaglia di bronzo. Il 1º maggio, a Modena, ottiene sotto la pioggia la settima misura di sempre della specialità con 22,88.
Il 15 maggio 2024 al meeting di Savona realizza il nuovo record italiano con la misura di 22,95 metri, migliorando così il precedente di 22,91 metri realizzato da Alessandro Andrei il 12 agosto 1987 a Viareggio. L'8 giugno vince la medaglia d'oro agli europei casalinghi di Roma, siglando inoltre il nuovo record dei campionati con la misura di 22,45 metri. Due mesi dopo chiude al quinto posto la finale delle Olimpiadi di Parigi, con la misura di 21,70 metri. Il 14 settembre si aggiudica le finali di Diamond League a Bruxelles, migliorando ulteriormente il suo record italiano a 22,98 metri.
Nel 2025, Meeting Internazionale di Lucca, raggiunge la misura di 22,31 metri, che gli vale la miglior prestazione mondiale stagionale. In occasione dei campionati europei a squadre, svoltisi a Madrid, conquista due medaglie d'oro: a livello individuale con la misura di 21,68 metri e nella gara a squadre, contribuendo a raggiungere quota 431,5 punti.. Ai campionati italiani assoluti di Caorle si supera lanciando a 22,82 metri, nuovamente al vertice mondiale stagionale.

## Record nazionali
Seniores
- Getto del peso: 22,98 m ( Bruxelles, 14 settembre 2024)
- Getto del peso indoor: 22,37 m ( Liévin, 10 febbraio 2024)

Promesse (under 23)
- Getto del peso: 20,99 m ( Vicenza, 19 luglio 2019)
- Getto del peso indoor: 20,69 m ( Ancona, 17 febbraio 2019)[35]

Cadetti (under 16)
- Getto del peso indoor (4 kg): 17,09 m ( Modena, 18 marzo 2012)[36]

## Progressione

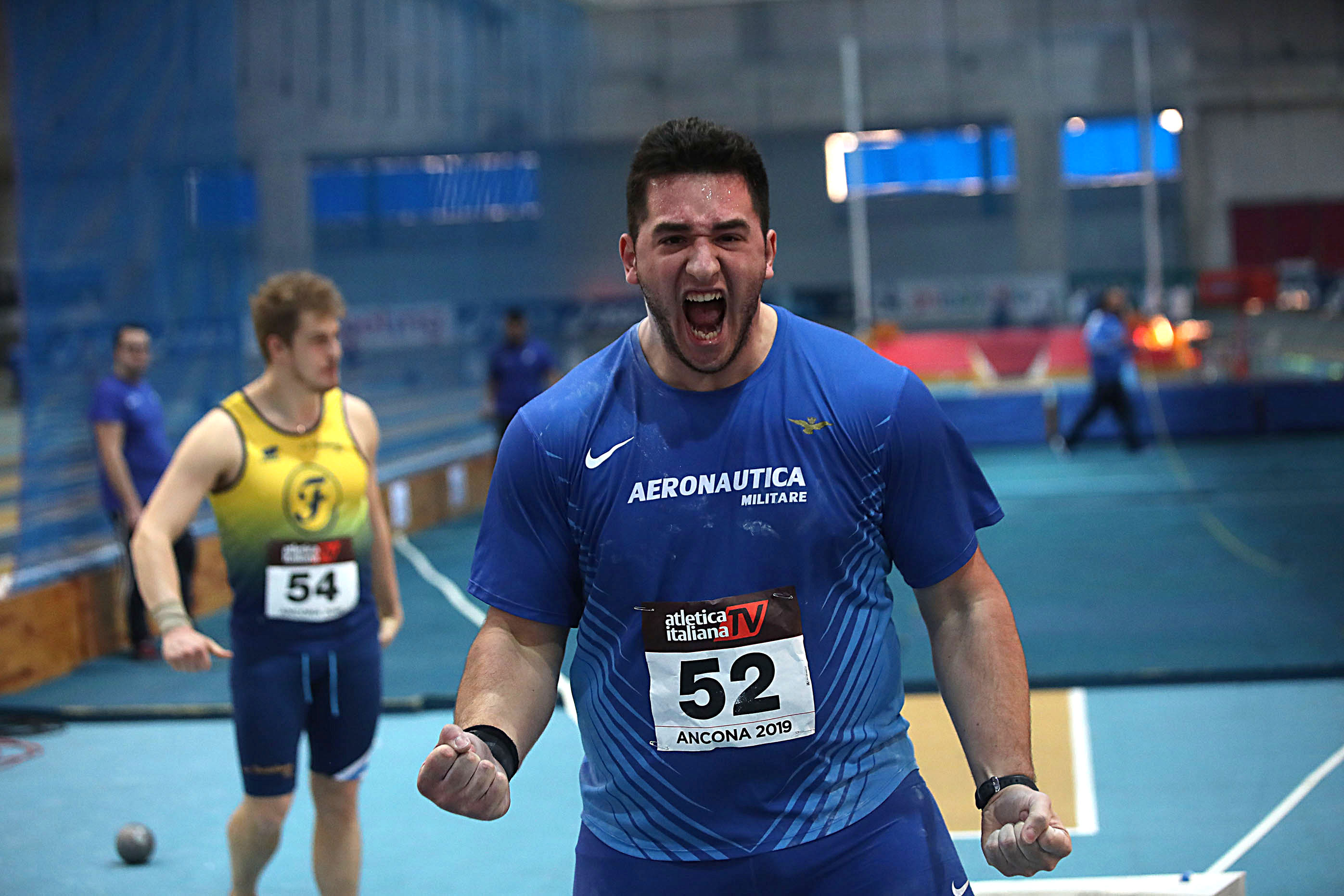
Leonardo Fabbri durante i Campionati Italiani Assoluti indoor di Ancona del 2019

### Getto del peso
| Stagione | Misura  | Luogo          | Data      | Rank. Mond. |
| -------- | ------- | -------------- | --------- | ----------- |
| 2025     | 22,82 m | Caorle         | 3-8-2025  | 1º          |
| 2024     | 22,98 m | Bruxelles      | 14-9-2024 | 2º          |
| 2023     | 22,34 m | Budapest       | 19-8-2023 | 6º          |
| 2022     | 21,16 m | Padova         | 4-9-2022  | 22º         |
| 2021     | 21,71 m | Firenze        | 10-6-2021 | 11º         |
| 2020     | 21,99 m | Padova         | 30-8-2020 | 2º          |
| 2019     | 20,99 m | Vicenza        | 19-7-2019 | 28º         |
| 2018     | 20,07 m | Leiria         | 14-7-2018 | 58º         |
| 2017     | 19,33 m | Trieste        | 1-7-2017  | 104º        |
| 2016     | 17,12 m | Cinisello      | 25-9-2016 | 488º        |
| 2015     | 15,95 m | Pontedera      | 27-6-2015 | 887º        |
| 2014     | 14,36 m | Campi Bisenzio | 29-6-2014 | -           |

### Getto del peso indoor
| Stagione | Misura  | Luogo     | Data      | Rank. Mond. |
| -------- | ------- | --------- | --------- | ----------- |
| 2023/24  | 22,37 m | Liévin    | 10-2-2024 |             |
| 2022/23  | 21,60 m | Ancona    | 19-2-2023 | 6º          |
| 2021/22  | 20,57 m | Łódź      | 11-2-2022 | 23º         |
| 2020/21  | 20,46 m | Padova    | 28-2-2021 | 29º         |
| 2019/20  | 21,59 m | Stoccolma | 11-2-2020 | 5º          |
| 2018/19  | 20,69 m | Ancona    | 17-2-2019 | 14º         |
| 2017/18  | 19,95 m | Padova    | 13-1-2018 | 99º         |
| 2016/17  | 18,63 m | Ancona    | 4-2-2017  | 342º        |

## Palmarès
| Anno | Manifestazione          | Sede       | Evento           | Risultato | Prestazione | Note                                     |
| ---- | ----------------------- | ---------- | ---------------- | --------- | ----------- | ---------------------------------------- |
| 2013 | Mondiali U18            | Donec'k    | Getto del peso   | 27º (q)   | 17,14 m     | [ 38 ]                                   |
| 2013 | Europei U18             | Utrecht    | Getto del peso   | Bronzo    | 17,76 m     | [ 39 ]                                   |
| 2014 | Olimpiadi giovanili     | Nanchino   | Getto del peso   | 7º        | 18,96 m     | [ 40 ]                                   |
| 2015 | Europei U20             | Eskilstuna | Lancio del disco | 11º       | 55,45 m     | [ 41 ]                                   |
| 2016 | Mondiali U20            | Bydgoszcz  | Getto del peso   | 26º (q)   | 16,39 m     | [ 42 ]                                   |
| 2016 | Mondiali U20            | Bydgoszcz  | Lancio del disco | 35º (q)   | 52,09 m     |                                          |
| 2017 | Europei U23             | Bydgoszcz  | Getto del peso   | 7º        | 19,12 m     | [ 43 ]                                   |
| 2018 | Mediterraneo U23        | Jesolo     | Getto del peso   | Oro       | 19,40 m     |                                          |
| 2018 | Giochi del Mediterraneo | Tarragona  | Getto del peso   | 12º       | 17,72 m     | [ 44 ]                                   |
| 2018 | Europei                 | Berlino    | Getto del peso   | 29º (q)   | 18,04 m     | [ 45 ]                                   |
| 2019 | Europei indoor          | Glasgow    | Getto del peso   | 14º (q)   | 19,71 m     | [ 46 ]                                   |
| 2019 | Europei U23             | Gävle      | Getto del peso   | Argento   | 20,50 m     | [ 47 ]                                   |
| 2019 | Mondiali                | Doha       | Getto del peso   | 13º (q)   | 20,75 m     | [ 48 ]                                   |
| 2021 | Europei indoor          | Toruń      | Getto del peso   | 11º (q)   | 19,96 m     |                                          |
| 2021 | Giochi olimpici         | Tokyo      | Getto del peso   | 14º (q)   | 20,80 m     |                                          |
| 2022 | Mondiali                | Eugene     | Getto del peso   | 22º (q)   | 19,73 m     |                                          |
| 2022 | Europei                 | Monaco     | Getto del peso   | 7º        | 20,72 m     | Miglior prestazione personale stagionale |
| 2023 | Europei indoor          | Istanbul   | Getto del peso   | Finale    | nm          |                                          |
| 2023 | Mondiali                | Budapest   | Getto del peso   | Argento   | 22,34 m     | [ 49 ]                                   |
| 2024 | Mondiali indoor         | Glasgow    | Getto del peso   | Bronzo    | 21,96 m     |                                          |
| 2024 | Europei                 | Roma       | Getto del peso   | Oro       | 22,45 m     | Record dei campionati                    |
| 2024 | Giochi olimpici         | Parigi     | Getto del peso   | 5º        | 21,70 m     |                                          |
| 2025 | Europei indoor          | Apeldoorn  | Getto del peso   | 12º (q)   | 19,72 m     |                                          |
| 2025 | Mondiali indoor         | Nanchino   | Getto del peso   | 4º        | 21,36 m     |                                          |

## Campionati nazionali
- 5 volte campione nazionale assoluto del getto del peso (2019, 2020, 2023, 2024, 2025)
- 6 volte campione nazionale assoluto indoor del getto del peso (2018, 2019, 2020, 2021, 2023, 2025)
- 1 volta campione nazionale under 23 indoor del getto del peso (2019)
- 1 volta campione nazionale juniores del getto del peso (2016)
- 1 volta campione nazionale juniores del lancio del disco (2016)
- 1 volta campione nazionale giovanile di lanci invernali - lancio del disco (2016)[50]
- 1 volta campione nazionale juniores indoor del getto del peso (2016)
- 1 volta campione nazionale allievi del getto del peso (2014)
- 1 volta campione nazionale allievi del lancio del disco (2014)
- 1 volta campione nazionale allievi indoor del getto del peso (2014)
- 1 volta campione nazionale cadetti indoor del getto del peso (2012)

2011
- Bronzo ai campionati italiani cadetti (Jesolo), getto del peso - 15,50 m

2012
- Oro ai campionati italiani cadetti (Jesolo), getto del peso - 18,26 m

2013
- Argento ai campionati italiani allievi indoor (Ancona), getto del peso - 17,20 m
- 4º ai campionati italiani allievi (Jesolo), lancio del disco - 50,28 m

2014
- Oro ai campionati italiani allievi indoor (Ancona), getto del peso - 18,68 m
- Oro ai campionati italiani allievi (Rieti), getto del peso - 18,90 m
- Oro ai campionati italiani allievi (Rieti), lancio del disco - 57,05 m

2015
- Argento ai campionati italiani juniores (Rieti), getto del peso - 18,28 m
- Bronzo ai campionati italiani juniores (Rieti), lancio del disco - 55,65 m

2016
- Oro ai campionati italiani juniores indoor (Ancona), getto del peso - 18,41 m
- Oro ai campionati italiani invernali giovanili di lanci (Lucca), lancio del disco - 57,69 m
- Oro ai campionati italiani juniores (Bressanone), getto del peso - 17,89 m
- Oro ai campionati italiani juniores (Bressanone), lancio del disco - 55,38 m

2017
- Argento ai campionati italiani under 23 indoor (Ancona), getto del peso - 18,63 m
- Bronzo ai campionati italiani assoluti indoor (Ancona), getto del peso - 18,19 m
- Argento ai campionati italiani under 23 (Firenze), getto del peso - 19,04 m
- Argento ai campionati italiani assoluti (Trieste), getto del peso - 19,33 m

2018
- Argento ai campionati italiani under 23 indoor (Ancona), getto del peso - 19,19 m
- Oro ai campionati italiani assoluti indoor (Ancona), getto del peso - 19,17 m
- Argento ai campionati italiani assoluti (Pescara), getto del peso - 19,28 m

2019
- Oro ai campionati italiani under 23 indoor (Ancona), getto del peso - 19,89 m[51]
- Oro ai campionati italiani assoluti indoor (Ancona), getto del peso - 20,69 m
- Oro ai campionati italiani assoluti (Bressanone), getto del peso - 20,31 m

2020
- Oro ai campionati italiani assoluti indoor (Ancona), getto del peso - 21,45 m
- Oro ai campionati italiani assoluti (Padova), getto del peso - 21,99 m

2021
- Oro ai campionati italiani assoluti indoor (Ancona), getto del peso - 20,36 m
- Bronzo ai campionati italiani assoluti (Rovereto), getto del peso - 20,29 m

2022
- Bronzo ai campionati italiani assoluti indoor (Ancona), getto del peso - 20,40 m
- Bronzo ai campionati italiani assoluti (Rieti), getto del peso - 20,47 m

2023
- Oro ai campionati italiani assoluti indoor (Ancona), getto del peso - 21,60 m
- Oro ai campionati italiani assoluti (Molfetta), getto del peso - 21,80 m

2024
- Argento ai campionati italiani assoluti indoor, getto del peso - 21,07 m
- Oro ai campionati italiani assoluti (La Spezia), getto del peso - 22,11 m

2025
- Oro ai campionati italiani assoluti indoor, getto del peso - 21,85 m
- Oro ai campionati italiani assoluti, getto del peso - 22,82

## Altre competizioni internazionali
2013
- 5º alle Gymnasiadi ( Brasilia), getto del peso - 18,24 m[52]

2014
- 9º ai Trials europei per i Giochi olimpici giovanili ( Baku), getto del peso - 17,85 m[53]

2018
- Bronzo in Coppa Europa di lanci (under 23) ( Leiria), getto del peso - 19,08 m[54]

2019
- 5º in Coppa Europa di lanci ( Šamorín), getto del peso - 20,02 m[55]
- 11º al Golden Gala Pietro Mennea ( Roma), getto del peso - 19,36 m
- 6º nella Super League degli Europei a squadre ( Bydgoszcz), getto del peso - 19,53 m

2020
- Bronzo al Golden Gala Pietro Mennea ( Roma), getto del peso - 20,69 m

2021
- 8º in Coppa Europa di lanci ( Spalato), getto del peso - 20,00 m
- Argento nella Super League degli Europei a squadre ( Chorzów), getto del peso - 20,77 m
- Bronzo al Golden Gala Pietro Mennea ( Firenze), getto del peso - 21,71 m

2023
- 7º in Coppa Europa di lanci ( Leiria), getto del peso - 20,35 m
- Oro al Golden Gala Pietro Mennea ( Firenze), getto del peso - 21,73 m
- 8º ai London Anniversary Games ( Londra), getto del peso - 20,97 m
- Bronzo al 73° Boris Hanžeković Memorial ( Zagabria), getto del peso - 21,55 m[56]
- 4° al Prefontaine Classic ( Eugene), getto del peso - 22,31 m[57]

2024
- Oro al Meeting Internazionale indoor di Liévin ( Liévin), getto del peso - 22,37 m
- Oro al Meeting Internazionale di Savona ( Savona), getto del peso - 22,95 m
- Oro al London Athletics Meet 2024 ( Londra), getto del peso - 22,52 m
- Bronzo al Kamila Skolimowska Memorial ( Chorzów), getto del peso - 22,03 m
- Argento al Golden Gala Pietro Mennea ( Roma), getto del peso - 21,70 m
- Argento al Weltklasse Zürich ( Zurigo), getto del peso - 21,86 m
- Oro al Memorial Van Damme ( Bruxelles), getto del peso - 22,98 m
- Vincitore della Diamond League nella specialità del getto del peso

2025
- Campionati europei a squadre di atletica leggera ( Madrid)
- Oro ai Campionati europei a squadre di atletica leggera ( Madrid), getto del peso - 21,68 m
- Argento al Kamila Skolimowska Memorial ( Chorzów), getto del peso - 22,10 m
- Argento all'Athletissima ( Losanna), getto del peso - 21,77 m